# 伝習館高校事件
伝習館高校事件（でんしゅうかんこうこうじけん）とは日本の行政訴訟の判例。伝習館訴訟とも呼ばれる。公立高等学校の教員に対する授業内容を理由とした懲戒処分が、行政権の濫用に当たるかどうかが争点となった。

## 概要
1970年6月6日、福岡県教育委員会は柳川市の福岡県立伝習館高等学校で以下のような偏向教育を行ったとして3教諭を懲戒免職処分にした。
- 倫理社会・政治経済担当のXは校内新聞で現体制批判の特定思想を生徒に啓発する文書を再三寄稿、教科書を使わず生徒全員に試験せず60点を与えたりした。
- 日本史・地理担当のYは日本史の試験に「毛沢東思想を批判せよ」や地理の時間に「大学法と教育」等という授業をした。
- 倫理社会・政治経済の担当のZは教科書は使わず、試験もせず一律の点数をつけ、『ロシア革命』『中国の赤い星』など思想的に中立を欠く本を生徒に薦めた。

懲戒免職となった3人は同年12月2日に処分取り消しを求める行政訴訟を提起した。訴訟では学習指導要領の法的拘束力や教科書使用義務や一律評価が主な争点となった。日本教職員組合はこの3名の教師が日教組内でも最左派であったこと、生徒の保護者に支持を受けていなかったことなどからこの3名の教師を支援しなかった。
1978年7月28日に福岡地方裁判所はXについて教科書使用義務違反、職務怠慢、職務専念義務違反等を認めて懲戒免職処分を妥当としたが、YとZについては学習指導要領違反や職務怠慢は認めるが解雇されるほどではないとして処分の取り消しを命じた。控訴となったが、1983年12月24日に福岡高等裁判所はそれぞれの控訴を棄却した。処分に不服とする原告Xと被告の福岡県教育委員会は上告した。
1990年1月18日、最高裁判所は学習指導要領に法規としての性格を認め、教科書使用義務について学校教育法によって使用が義務付けられているとし、「高校教育は教師が生徒に対して相当な影響力を持ち、生徒側は教師の教育内容を批判する十分な能力はなく、教師を選択する余地もあまりない。このため、国が教育の一定水準を維持しつつ、高校教育の内容と方法について守るべき基準を定める必要があり、法規によってそのような基準が定められている事については、教師の裁量にも制約がある」として教師の自主性に一定の制限を規定した。その上でYとZの授業内容について法規違反の程度は決して軽くなく、当時の校内秩序の乱れを助長する恐れがあり、以前にもストライキへの参加で懲戒処分を受けたことがある事情を考慮すれば、YとZの懲戒免職を取り消した下級審判決を破棄して懲戒免職を適法とした。また、Xの懲戒免職も教科書使用義務違反等を認めて懲戒処分とすることを適法とした上で、3人に対する懲戒免職を適法とする判決が確定した。